# 九寨溝県
九寨溝県（きゅうさいこう-けん、中国語簡体字：九寨沟县）またはシルツァデグ県（シルツァデグ・ゾン、チベット語：གཟི་རྩ་སྡེ་དགུ་རྫོང་།）は、中国四川省アバ・チベット族チャン族自治州に位置する県。四川省の北部にあり甘粛省南部と接する。
もとは南坪（ナンペル、rnam-'phel）県と称したが、県内にある世界遺産の景勝地、九寨溝風景区にちなみ1998年に改名された。

## 歴史
現在の九寨溝県の地域には新石器時代の遺跡が残されており、その歴史は少なくとも5,000年前にさかのぼるとされている。かつて南坪県は「羊峒」と呼ばれていた。
商（殷）朝から秦の時代にかけて、この地域は羌族の地に属しており、西漢時代には広漢郡に属する甸氐道の一部であった。北周の天和元年（566年）、吐谷渾の可汗（君主）である龍涸王莫昌が北周に下り、この地域が編入され「扶州総管府」が設置された。以後、この地域は隋から明朝に至るまで一貫して「扶州」と呼ばれていた。
清の雍正年間（1723–1735年）、元の扶州城が破壊されたため、その南部の南坪壩に新たに城が建設され、「南坪営」と名付けられた。これにより「南坪」という名称が広く使われるようになった。1953年に南坪県が発足、1998年に九寨溝県に改称された。
2017年8月8日、この地域でマグニチュード7.0の地震が発生した。この地震により、29人が死亡、1人が行方不明、543人が負傷した。

## 行政区画
| 区分 | 数 | 名称                                         |
| ---- | -- | -------------------------------------------- |
| 鎮   | 5  | 永楽 漳扎 双河 黒河 勿角                     |
| 郷   | 9  | 永豊 永和 安楽 白河 保華 郭元 草地 玉瓦 大録 |

## 交通

### 道路
国道
- G212国道
- G213国道

省道
- 205省道
- 301省道

### 航空
最寄りの空港は四川九寨黄龍空港で、隣接する松潘県にあり、九寨溝風景区まで88kmの距離にある。

## 観光
- 九寨溝風景区：ユネスコ世界遺産（自然遺産）、中華人民共和国国家級風景名勝区[2]、中国5A級観光地[3]、国家級自然保護区、国家地質公園、ユネスコの生物圏保護区でもある[4]。ジャイアントパンダ、キンシコウの生息地としても知られる。

## 健康・医療・衛生
- 九寨溝県人民医院